# Angela Eagle

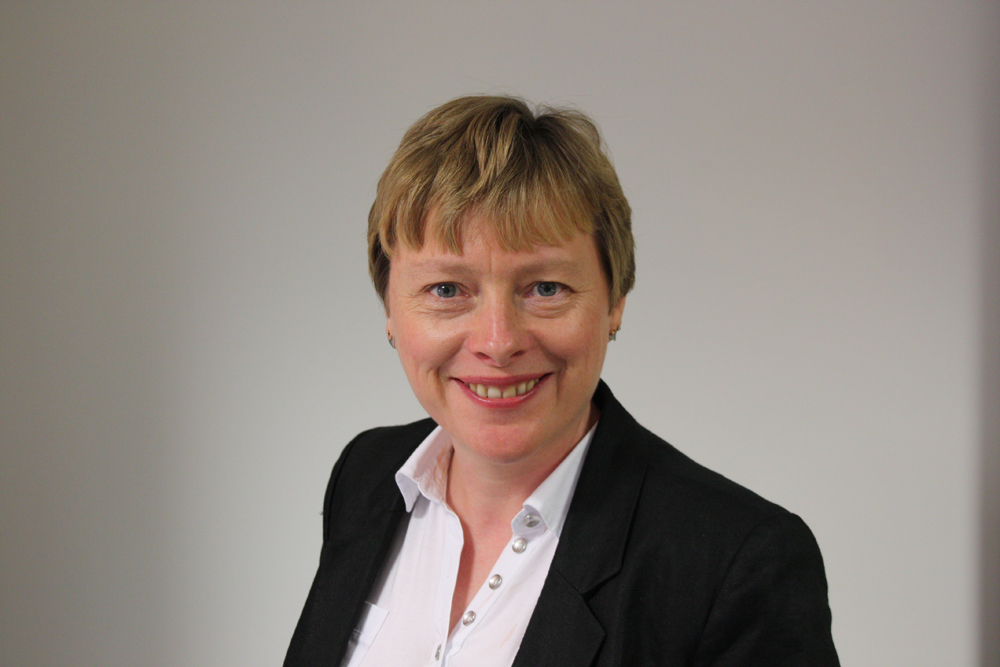
Angela Eagle (2009)

Dame Angela Eagle DBE (* 17. Februar 1961 in Bridlington) ist eine britische Politikerin und Abgeordnete im House of Commons (Labour). 

## Leben
Nach 18 Jahren Beziehung ging sie im September 2008 mit Maria Exall eine Eingetragene Partnerschaft ein, sie war damit nach den Abgeordneten Ben Bradshaw und David Borrow das erste Mitglied des Parlaments in einer gleichgeschlechtlichen Partnerschaft. Bereits im September 1997, kurz nach der Wahl, hatte Eagle in einem Interview mit der britischen Wochenzeitung The Observer ihr Coming-out.
Seit 1997 ist auch ihre Zwillingsschwester Maria Eagle als Abgeordnete der Labour Party im House of Commons vertreten. Das einzige andere Zwillingspaar im Unterhaus neben den beiden sind Sylvia Heal und Ann Keen.

## Politik
Eagle zog 1992 erstmals als Abgeordnete in das House of Commons ein, bei den folgenden Unterhauswahlen wurde sie stets wiedergewählt. Sie vertritt dort den Wahlkreis Wallasey um die Ortschaft Wallasey. Im Juni 2007 wurde sie von Gordon Brown als Staatssekretärin des Schatzamtes (Exchequer Secretary to the Treasury) in die Regierung berufen.
Im Jahr 2003 unterstützte Eagle den Kurs der Labour-Regierung unter Tony Blair und stimmte für die britische Beteiligung am Irakkrieg. Untersuchungen der US-geführten Invasion lehnte sie immer wieder ab. Sie unterstützt die Einführung von Studiengebühren, die Vorratsdatenspeicherung sowie das britische Atomwaffen-Programm Trident. 2015 gehörte sie zu den Labour-Abgeordneten, die nicht gegen die Sozialkürzungen der konservativen Regierung stimmten.
Seit September 2015 war Angela Eagle Schattenministerin für Unternehmen, Innovation und Qualifikationen (Shadow Secretary of State for Business, Innovation and Skills) sowie erste Schattenministerin (Shadow First Minister) im Schattenkabinett von Jeremy Corbyn. In dieser Funktion vertrat sie Corbyn bei dessen Abwesenheit im Parlament. Am 27. Juni 2016 trat Eagle zurück. Am 11. Juli 2016 erklärte Eagle ihre Kandidatur für das Amt des Parteivorsitzes der Labour Party. Sie wolle den amtierenden Vorsitzenden Jeremy Corbyn bei einer Urwahl herausfordern. Am Abend des 19. Juli 2016 erklärte sie den Rückzug von ihrer Kandidatur, nachdem sich gezeigt hatte, dass sie weniger Unterstützer in der Labour-Parlamentsfraktion hatte als ihr Mitbewerber Owen Smith. Sie wolle bei der kommenden Abstimmung Smith gegen Corbyn unterstützen.
2021 wurde sie als Dame Commander des Order of the British Empire geadelt.